# Sebekhotep VI
Merhetepra Sebekhotep, o Sebekhotep VI, fue un faraón de la dinastía XIII de Egipto, que gobernó de c. 1646 a 1644 a. C.
Posiblemente era hermano de su predecesor, Sebekhotep V, y su madre fuese Nubhotepti. 
Su reinado duró entre dos y cinco años y le sucedió Suadyetu.
En el Canon Real de Turín figura como Merhetepra, en el registro VII.4, consignando un reinado de dos años, dos meses y nueve días.
Su nombre de Trono fue Merhetepra "El que ama y está en paz con Ra" y el nombre de Nacimiento Sebekhotep "Sobek está satisfecho". 
Franke lo identifica con un rey llamado Ini, basándose en un escarabeo con el nombre de Trono de Sebekhotep y el de Nacimiento Ini, que habría reinado 2 años, 2 meses y 9 días. Von Beckerath y Spalinger no están de acuerdo con esta teoría.

## Testimonios de su época
De este gobernante se han encontrado referencias en:
- Canon Real de Turín,
- Lista Real de Karnak,
- una estatua, en Karnak,
- una estela, en Karnak (llamada Estela jurídica),
- una estela, en Abidos.

## Titulatura
| Titulatura | Jeroglífico | Transliteración (transcripción) - traducción - (referencias) |

| N5 | U6 | R4 · t · p |

| N5 | U6 | R4 · t · p |

| N5 | U6 | R4 · t · p |

| N5 | U6 | R4 · t · p |

| N5 | U6 | R4 · t · p |

| N5 | U6 | R4 · t · p |

| N5 | U6 | R4 · t · p |

| N5 | U6 | R4 · t · p |

| N5 | U6 | R4 · t · p |

| N5 | U6 | R4 · t · p |

| N5 | U6 | R4 · t · p |

| N5 | U6 | R4 · t · p |

| N5 | U6 | R4 · t · p |

| N5 | U6 | R4 · t · p |

| N5 | U6 | R4 · t · p |

| N5 | U6 | R4 · t · p |

| N5 | U7 · r | R4 · t · p |

| N5 | U7 · r | R4 · t · p |

| N5 | U7 · r | R4 · t · p |

| N5 | U7 · r | R4 · t · p |

| N5 | U7 · r | R4 · t · p |

| N5 | U7 · r | R4 · t · p |

| N5 | U7 · r | R4 · t · p |

| N5 | U7 · r | R4 · t · p |

| N5 | U7 · r | R4 · t · p |

| N5 | U7 · r | R4 · t · p |

| N5 | U7 · r | R4 · t · p |

| N5 | U7 · r | R4 · t · p |

| N5 | U7 · r | R4 · t · p |

| N5 | U7 · r | R4 · t · p |

| N5 | U7 · r | R4 · t · p |

| N5 | U7 · r | R4 · t · p |

| I4 | R4 · t · p |

| I4 | R4 · t · p |

| I4 | R4 · t · p |

| I4 | R4 · t · p |

| I4 | R4 · t · p |

| I4 | R4 · t · p |

| I4 | R4 · t · p |

| I4 | R4 · t · p |

| I4 | R4 · t · p |

| I4 | R4 · t · p |

| I4 | R4 · t · p |

| I4 | R4 · t · p |

| I4 | R4 · t · p |

| I4 | R4 · t · p |

| I4 | R4 · t · p |

| I4 | R4 · t · p |

| M17 | A2 | N35 | A1 |

| M17 | A2 | N35 | A1 |

| M17 | A2 | N35 | A1 |

| M17 | A2 | N35 | A1 |

| M17 | A2 | N35 | A1 |

| M17 | A2 | N35 | A1 |

| M17 | A2 | N35 | A1 |

| M17 | A2 | N35 | A1 |

| M17 | A2 | N35 | A1 |

| M17 | A2 | N35 | A1 |

| M17 | A2 | N35 | A1 |

| M17 | A2 | N35 | A1 |

| M17 | A2 | N35 | A1 |

| M17 | A2 | N35 | A1 |

| M17 | A2 | N35 | A1 |

| M17 | A2 | N35 | A1 |